# آمینوفیلین
آمینوفیلین (به انگلیسی: Aminophylline)
رده درمانی: گشاد کننده برونش .
اشکال دارویی: آمپول، قرص

## موارد مصرف
معمولاً در حملات برونکواسپاسم حاد و آسم و مشکلات ریوی مصرف می‌شود.

## مکانیسم اثر
با بلوک آنزیم فسفودی استراز مانند سایر متیل گزانتینها با افزایش cAMP داخل سلولی موجب انبساط عضلات صاف برونش و گشادی مجاری تنفسی می‌شود، تا حدودی هم اثر بتا آگونیستی دارد.

## عوارض جانبی
قلبی-عروقی: تپش قلب ، برافروختگی مشخص ،کاهش فشارخون، تاکیکاردی بطنی و سایر اختلالات خطرناک ریتمهای قلبی،اکستراسیستول، نارسایی گردش خون
پوست: کهیر
دستگاه گوارش: تهوع،استفراق،درد اپیگاستر، سوءهاضمه، کاهش اشتها ،اسهال
تنفسی: تاکی پنه،ایست تنفسی
سایر عوارض: تب، احتباس ادرار، افزایش قند خون
*توجه: در صورت تشدید عوارض جانبی، باید مصرف دارو قطع گردد.این علائم می تواند نشان دهنده مصرف بیش از حد دارو باشد.